# ラヴヘブン
『ラヴヘブン』（Love Heaven）は、アンビションにより開発・運営されていたスマートフォン向けゲームアプリ。
キャッチコピーは「イケメン偉人(スター)にキュンキュン天国(ヘブン)」。
2019年1月8日をもってサービスを終了した。

## ストーリー
平凡で忙しいだけの毎日を過ごしていた主人公は、ある日の会社からの帰り道、一匹の猫に出会う。不思議な猫の力によって異世界へと来てしまった主人公。そこで待っていたのは、過去の時代を生きた有名な偉人達であった。偉人を使役し、世界を壊さんとする敵の手により異世界は危機に満ちていた。主人公は元の世界へと帰るため、偉人達と協力して世界の危機を救うことに。偉人達と旅を続け、一緒に戦い、心を通わせるうちに、やがて恋心が芽生え……。

## ゲームシステム
個性豊かな歴史上の偉人との恋愛をテーマとした乙女ゲームと、簡単操作の爽快パネルタッチパズルゲームが一つになった乙女パズルゲーム。プレイヤーは不思議な魔法の力を宿した宝石、パズルのピースなどを集め偉人を召喚することができる。パーティの人数は自分のメンバーが4人・フレンドから1人選択し、合計5人の編成となる。
パズルには神経衰弱、減らして★ヘブン、ねらって★ヘブンの3種類のルールがある。画面下半分に表示される赤・青・緑・黄の色の石が各偉人の属性色と紐づいており、これらをタップし、その合計が攻撃力となる点、ピンクの石をタップすると最大HPに応じ割合が回復する点はどのルールも共通である。神経衰弱コアでは、石をタッチして色を揃えると、揃えた石と同じ属性色の偉人が攻撃する。減らして★ヘブンコアでは、石に表示された回数だけタッチして石をオープンにすると、タッチに成功した石の色と同じ属性色の偉人が攻撃する。お手付きをするとそのターンは終了となる。ねらって★ヘブンコアでは、次々にオープンされる石をタップすると、タップした石の色と同じ属性色の偉人の攻撃力が加算され、カウントダウンが終了した時にその合計分を攻撃する。難易度の高いダンジョンでは罠石も登場し、罠石をタップするとその時のコンボ数がリセットされる。ダンジョンごとに固定の敵が設定されており、最後に登場するボスを倒すとステージクリアとなる。
ダンジョンやミッションのクリア、報酬アイテムなどによって獲得できる「好感度pt」を偉人に与えることで、「好感度」レベルが上がり、ステータス上昇の他、各偉人との恋愛シナリオを読むことができ、メンバー画面で偉人をタップした時に表示される特別な表情「フェイスチェンジ」を規定レベルで開放することができる。

## 沿革
- 2014年
  - 2月24日 - iOS版配信スタート[1]。
  - 3月3日 - Android版配信スタート[2]。
  - 3月6日 - 10万ダウンロード突破。
  - 4月7日 - 累計20万ダウンロード突破。
  - 6月13日 - 30万ダウンロード突破。
  - 9月30日 - 累計40万ダウンロード突破。
  - 12月24日 - 50万ダウンロード突破[3]。
- 2015年12月4日 - 累計70万ダウンロード突破。
- 2016年12月16日 - 90万ダウンロード突破。
- 2018年6月7日 - 100万ダウンロード突破。
- 2019年1月8日 - サービス終了。

## 登場人物

### 日本史（飛鳥~奈良～平安～鎌倉～室町時代）
- 聖徳太子、小野妹子、阿倍仲麻呂、空海
- 安倍晴明、芦屋道満、小野篁、紀貫之
- 菅原道真、小野道風、源義経、源頼朝
- 武蔵坊弁慶、浅利義遠、平清盛、足利義政

### 日本史（戦国時代）
- 織田信長、森蘭丸、明智光秀、千利休
- 伊達政宗、片倉小十郎、羽柴秀吉、徳川家康
- 今川義元、松永久秀、浅井長政、木村重成
- 仙石秀久、服部半蔵、上月佐助、風魔小太郎
- 武田信玄、上杉謙信、真田幸村、直江兼続
- 前田慶次、毛利元就、長宗我部元親、尼子経久
- 石田三成、大谷吉継、島左近、黒田官兵衛
- 竹中半兵衛、宇喜多秀家、柴田勝家、筒井順慶
- 宮本武蔵、佐々木小次郎、鈴木孫市、九鬼嘉隆
- 本多忠勝

### 日本史（江戸時代）
- 天草四郎、徳川光圀、杉田玄白、伊能忠敬、二宮尊徳
- 水野忠邦

### 幕末（新撰組）
- 近藤勇、土方歳三、沖田総司、斎藤一、原田左之助
- 永倉新八、藤堂平助、伊東甲子太郎、鈴木三木三郎
- 山南敬助

### 幕末（志士）
- 坂本龍馬、中岡慎太郎、勝海舟、岡田以蔵
- 吉田松陰、高杉晋作、桂小五郎、西郷隆盛
- 大久保利通、山内容堂、板垣退助

### 幕末（幕府）
- 井伊直弼、酒井忠績、山岡鉄舟、久世広周

### 文豪（日本）
- 太宰治、中原中也、森鷗外、坂口安吾
- 芥川龍之介、夏目漱石、正岡子規、泉鏡花
- 北原白秋、萩原朔太郎、中島敦、国木田独歩
- 江戸川乱歩、稲垣足穂、福沢諭吉、梶井基次郎
- 宮沢賢治、小泉八雲、谷崎潤一郎、曲亭馬琴
- 松尾芭蕉、志賀直哉、石川啄木

### 文豪（海外）
- ゲーテ、フランツ・カフカ、ルイス・キャロル、ブラム・ストーカー
- シェイクスピア、ヴィルヘルム・グリム、ヤーコプ・グリム、アンデルセン
- ガストンルルー、コナン・ドイル、イプセン、マーク・トウェイン
- トルストイ、オスカー・ワイルド、ヘルマン・ヘッセ、エドガー・A・ポー
- 白楽天

### 画家・芸術家
- ゴッホ、ゴーギャン、ピカソ、ムンク
- ミレー、レオナルド、ミケランジェロ、ラファエロ
- ドナテッロ、ルーベンス、モネ、ルノワール
- P・モンドリアン、ヒエロニムス、ルートヴィッヒ、葛飾北斎
- 東洲斎写楽、尾形乾山、雪舟、歌川国芳
- 竹久夢二

### 音楽家
- バッハ、モーツァルト、ベートーヴェン、シューベルト
- ショパン、リスト、チャイコフスキー、ドボルザーク
- ドビュッシー、滝廉太郎、アントニオ、J・ブラームス

### 航海士・冒険家
- マシュー・ペリー、ヘンリー・アダムス、マルコ・ポーロ、鄭和
- コロンブス、マゼラン

### 王・軍人
- ナポレオン・ボナパルト、チンギス・カン、ジャムカ、ヴラド3世
- ジル・ド・レ、ダルタニアン、カエサル、イスカンダル

### 発明家
- ウィルバー・ライト、オーヴィル・ライト、エジソン、ニコラ・テスラ
- A・グラハム・ベル、ルイ・L、オーギュスト・L、ワット
- 平賀源内

### 学者
- パラケルスス、ニコラ・フラメル、ガリレオ、コペルニクス
- ファーブル、シートン、メンデル、ピタゴラス
- フィボナッチ、パスカル、ニュートン、レントゲン
- S・フロイト、C・G・ユング、L・パスツール、野口英世
- J＝J・ルソー、K・マルクス、H・シュリーマン、ウィリアム・スミス
- K・ラントシュタイナー

### その他の職種
- ガウディ、アントナン・カレーム、H・アーヴィング、玄奘三蔵
- A・クロウリー、ビリーザキッド、ワイアットアープ

### 伝説上の人物
- アーサー、ランスロット、ソロモン、マーリン
- ガウェイン、鬼一法眼、ウァレンティヌス、サンタクロース
- 彦星、大黒天、毘沙門天、青行燈

### 偉人以外の仲間
- アビン、伝説のアビン、ラヴサーファー、猫
- クロ

### コラボキャラクター

#### 文豪ストレイドッグス
- ［文スト］太宰治、［文スト］中島敦、［文スト］芥川龍之介、［文スト］中原中也
- ［文スト］江戸川乱歩、［文スト］国木田独歩［文スト］宮沢賢治、［文スト］福沢諭吉
- ［文スト］スタインベック、［文スト］トウェイン、フィッツジェラルド、［文スト］夢野久作
- ［文スト］梶井基次郎、［文スト］谷崎潤一郎、［文スト］坂口安吾、織田作之助

#### イケメンシリーズ
- ［イケ幕］土方歳三

#### 最遊記RELOAD BLAST
- ［最遊記］玄奘三蔵、［最遊記］孫悟空、［最遊記］沙悟浄、［最遊記］猪八戒
- ［最遊記］紅孩児

## メディアミックス

### ドラマCD
- ドラマCDシリーズ『ラヴヘブン』第1巻（2014年7月30日発売）
  - 【出演】織田信長：鈴木達央、シェイクスピア：三木眞一郎、エジソン：宮田幸季、鄭和：竹本英史、ネコ：会一太郎
- ドラマCDシリーズ『ラヴヘブン』第2巻（2014年9月24日発売）
  - 【出演】アーサー王：櫻井孝宏、坂本龍馬：吉野裕行、菅原道真：菅沼久義、ルーベンス：井上剛、ネコ：会一太郎
- ドラマCDシリーズ『ラヴヘブン』第3巻（2015年5月27日発売）
  - 【出演】中原中也：立花慎之介、ゴッホ：梶裕貴、森鴎外：置鮎龍太郎、シューベルト：緑川光、ネコ：会一太郎

### モバイル
- LINEスタンプ
  - ラヴヘブン（2016年3月24日配信）

## コラボレーション
- charamaf
  - 2014年10月24日から11月23日の期間、当時12月実装予定のヴィルヘルム・グリムの冬バージョンのシナリオ公募を行った。
- アドアーズ
  - 2015年2月7日から商品の提供終了まで、池袋にあるアドアーズサンシャイン店にて対象クレーン500円投入毎に『ラヴヘブン』のシリアルコードが貰え、ゲーム内でシリアルコードを入力すると、本コラボでの先行配信であったキャラクターやゲーム内アイテムを入手できた。アドアーズ限定プライズとして、缶バッジが登場した。

### 他作品とのコラボレーション
- 文豪ストレイドッグス・原作漫画版コラボ
  - 第1弾
    - 2014年9月10日から10月22日まで期間限定でコラボイベントを実施。「文豪ストレイドッグス」より中島敦、宮沢賢治、太宰治、国木田独歩、江戸川乱歩が登場した。

  - 第2弾 ポートマフィア編
    - 2014年12月10日から2015年1月21日まで期間限定でコラボイベントを実施。「文豪ストレイドッグス」より梶井基次郎、谷崎潤一郎、芥川龍之介、中原中也、人虎バージョンの中島敦が登場した[4]。

  - 第3弾 三社戦争編
    - 2015年4月23日から年5月31日まで期間限定でコラボイベントを実施。「文豪ストレイドッグス」よりトウェイン、スタインベック、夢野久作、第3弾での新バージョンの太宰治、芥川龍之介が登場した。

  - 第4弾 共同戦線編
    - 2015年11月26日から12月31日まで期間限定でコラボイベントを実施。「文豪ストレイドッグス」より福沢諭吉、フィッツジェラルド、第4弾での新バージョン　　の中島敦、太宰治、中原中也が登場した[5]。
- 文豪ストレイドッグス・テレビアニメ版コラボ
  - 第1弾
    - 2016年4月7日から5月12日まで期間限定でコラボイベントを実施。原作「文豪ストレイドッグス」コラボの復刻の他、「文豪ストレイドッグス」よりTVアニメ版中島敦と太宰治（二人一組のデュアルキャラクターとして）が新登場し、コラボイベントが行われた[6]。

  - 第2弾
    - 2016年6月16日から7月21日まで期間限定でコラボイベントを実施。TVアニメ「文豪ストレイドッグス」より谷崎潤一郎、宮沢賢治、国木田独歩、ラヴヘブンオリジナル衣装の太宰治、二人一組のデュアルキャラクターとして「福沢社長と乱歩探偵」、「芥川龍之介と中島敦」が登場した。[7]

  - 第3弾　黒の時代編
    - 2016年10月20日から2017年1月25日まで期間限定でコラボイベントを実施。TVアニメ「文豪ストレイドッグス」より坂口安吾、フランシス・F、織田作之助、ラヴヘブンオリジナル衣装の中原中也、黒の時代編太宰治、二人一組のデュアルキャラクターとして「太宰治と中原中也」が登場した。また、渋谷マルイにて期間限定でのコラボグッズの販売が行われた[8]。
- イケメン幕末◆運命の恋
  - 2016年3月10日から3月24日まで実施された。「イケメン幕末◆運命の恋」では「ラヴヘブン」の土方歳三が登場するミニストーリーが閲覧でき、「ラヴヘブン」では「イケメン幕末◆運命の恋」の土方歳三がゲーム内キャラクターとして登場し、入手することができた。その他、両ゲームのTwitterアカウントのキャンペーン画像付きのツイートの合計リツイート数に応じたゲーム内アイテムの配布が行われた[9]。
- 栽培少年 
  - 2016年1月14日から2月18日まで、アプリ内のコラボイベント特設インフォページを閲覧すると、ゲーム内で使用可能なアイテムのシリアルコードが発行された[10]。
- 最遊記RELOAD BLAST
  - 2017年12月14日から2018年1月7日まで実施された。TVアニメ「最遊記RELOAD BLAST」のキャラクター、玄奘三蔵、孫悟空、沙悟浄、猪八戒、紅孩児が「ラヴヘブン」のゲーム内キャラクターとして登場した[11]。